# Michael Nikolay
Michael Nikolai, né le 13 décembre 1956, est un gymnaste est-allemand. Il est champion du monde au cheval d'arçons en 1981. 

## Palmarès

### Jeux olympiques
- Montréal 1976
  -  médaille d'argent par équipes

- Moscou 1980
  -  médaille d'argent par équipes
  -  médaille de bronze au cheval d'arçons

### Championnats du monde
- Strasbourg 1978
  -  médaille de bronze par équipes

- Moscou 1981
  -  médaille d'or au cheval d'arçons

### Championnats d'Europe
- Vilna 1977
  -  médaille d'argent au cheval d'arçons